# Sonallah Ibrahim
Sonallah Ibrahim, född 24 februari 1937 i Kairo, död 13 augusti 2025 i Kairo, var en egyptisk författare, journalist och filmregissör.
I tjugoårsålden fängslades han av politiska skäl; han var med i Haditu, en vänsterrörelse som sågs som regimfientlig, trots att den stödde Gamal Abdel Nassers sociala och ekonomiska politik. Han satt i fångläger i öknen utanför Assuan i fem och ett halvt år, och hans författarskap behandlar i stor utsträckning erfarenheterna därifrån och från livet i en förtryckande stat.
Ibrahim debuterade som författare 1966 med kortromanen Tilka al-Raiha (engelsk översättning: The Smell of It), men romanen konfiskerades av myndigheterna på utgivningsdagen, och det dröjde ända till 1986 innan den åter gavs ut på arabiska. Först 1994 fick han ett publikt erkännande i Egypten, i och med att han tilldelades ett prestigefyllt litteraturpris som sultanen av Oman instiftat. Vid denna tid hade nästan samtliga Ibrahims verk översatts till andra språk. 2004 fick han det egyptiska kulturministeriets litteraturpris, men vägrade ta emot det.
Ibrahim skrev 1967 Höga Dammens människa, ett symbol- och metafortyngt reportage om uppförandet av Assuandammen, där han flätar ihop dammbygget med myten om Nassers regim.

## Svenska översättningar
- Augustistjärnan (översättning Birgitta Willén & Marina Stagh, Alhambra, 1990) (Naǧmat Aġusṭus, 1974)
- Kommittén (översättning Tora Palm, Alhambra, 1994) (al-Laǧna, 1981)
- Warda (översättning Marina Stagh, Leopard, 2006) (Warda)